# Savion Flagg
Savion Flagg (Alvin, 26 maggio 1999) è un cestista statunitense.

## Carriera
Dopo aver trascorso la carriera universitaria tra i Texas A&M Aggies e i SHSU Bearkats, il 16 luglio 2022 firma il primo contratto professionistico con il Lavrio. Il 3 agosto 2023 passa al Telekom Bonn.